# Cal Borrut
|  | Per a altres significats, vegeu «Cal Borrut (el Vendrell)». |

Cal Borrut, anomenat també Cal Pauet Ràfols, o Cal Metge, és un edifici de la barriada de Clariana, del municipi d'Avinyonet del Penedès (Alt Penedès) protegit com a bé cultural d'interès local. És un edifici aïllat de planta quadrangular compost de planta baixa, pis i golfes, amb coberta central a dues aigües i laterals amb terrats. Cornises motllurades de separació de pisos, obertures amb llindes, galeries posteriors i portals d'entrada d'arc de mig punt. Frontó, ulls de bou i balustrades. Interiors amb mobiliari i decoració de l'època. Jardí tancat. Les reixes de les portes laterals del jardí porten data del 1882.
L'origen del nom i de l'existència d'aquesta casa cal situar-lo cap a 1880, en que un dels fills petits de can Ràfols dels Caus (Pau Ràfols) va construir la seva casa en aquest indret. El nom de cal Borrut o cal Metge, ve del fet que el seu penúltim propietari havia estat el metge del poble i es deia de cognom, Borrut.